# Dimensión Latina
La Dimensión Latina ist eine Salsaband aus Venezuela.

## Werdegang
Die Gruppe wurde am 15. März 1972 in der Brauerei „La Distinción“ in Caracas von Oscar D’León, César „Albóndiga“ Monge, José „Joseíto“ Rodríguez, José Antonio Rojas und Elio Pacheco y Jesús „Chuito“ Narváez gegründet. Ihre erste Schallplatte 1972 El Clan de Víctor y Dimensión Latina war eine Aufnahme zusammen mit der Gruppe Clan de Víctor. Oscar D’León sang dabei ihren ersten Hit Pensando en ti. 1973 nahm Dimensión Latina nach Erscheinen ihres Albums Triunfadores an zahlreichen Veranstaltungen wie zum Beispiel dem Carnaval de Maracaibo teil. 1974 stieß der Boleromusiker Wladimir Lozano zu Dimensión Latina, und sie hatten ihre ersten internationalen Erfolge. Das Album Dimensión Latina 75 hatte zahlreiche Hits wie Taboga, Llorarás, Parampampam, La Vela und Cañonazo und machte sie weltweit in der Salsaszene bekannt. In New York City entstand zu dieser Zeit ein regelrechter Salsa-Boom. Auch mit Titeln wie Dolor cobarde, El Frutero und Dormir contigo wurde der Erfolg von Dimensión Latina weitergeführt. 1977 produzierten sie La Dimensión Latina en Nueva York, in diesem Jahr verließ Oscar D’León die Band und begann seine Solokarriere. Nach dem Ausscheiden von D’León stieß der puerto-ricanische Sänger Andy Montañez, ehemals Leadsänger der El Gran Combo de Puerto Rico, zu der Band und begründete eine neue Ära. Im November 1977 spielte Dimensión Latina auf dem Salsa International Festival im Madison Square Garden von New York. Mit Andy Montañez nahmen sie insgesamt acht Schallplatten mit Hits wie El Eco De Un Tambó,  Linda Minerva (im Duett mit Argenis Carruyo), Ave Maria Lola, Cantante Errante und Quisiera Saber auf.  1980 verließ Montañez die Gruppe wieder. In den 1990er Jahren hatte die Combo wechselnde Erfolge und eine unterschiedliche Besetzung. Am 24. Juli 2003 wurde die Gruppe wegen ihres großen Engagements in der karibischen Musik von der Stadtverwaltung von Caracas als Patrimonio Histórico Cultural de Caracas geehrt.
| Jahr | Name                                  | Ort                                             |
| ---- | ------------------------------------- | ----------------------------------------------- |
| 1977 | Festival de Salsa Internacional       | Madison Square Garden, New York City, USA       |
| 1978 | Festival de Salsa Fever               | Madison Square Garden, New York City, USA       |
| 1979 | Festival Mundial de Salsa             | Coliseo Roberto Clemente, San Juan, Puerto Rico |
| 1980 | The Boston Globe Jazz Festival        | Boston, Massachusetts, USA                      |
| 1983 | Festival de Salsa Internacional       | Madison Square Garden, New York City, USA       |
| 1986 | Festival Mundial de Salsa de New York | Madison Square Garden, New York City, USA       |
| 1990 | Festival de Can Cun                   | Cancún, Mexiko                                  |
| 1991 | Festival de Nime                      | Nîmes, Frankreich                               |
| 1993 | Festival de Orquestas                 | San Juan, Puerto Rico                           |
| 1997 | Festival Mundial de Orquestas         | Bogotá, Kolumbien                               |
| 1998 | Festival de Orquestas                 | Miami, Florida, USA                             |
| 2001 | Festival Mundial de Orquestas         | Bogotá, Kolumbien                               |
| 2003 | Festival Mundial de Salsa             | Caracas, Venezuela                              |
| 2004 | Festival Mundial de de la Salsa       | Panama                                          |
| 2005 | Sauce World-Wide Festival             | Frankreich                                      |

## Diskografie
- El Clan de Víctor y Dimensión Latina (1972)
- Triunfadores en La Dimensión Latina (1973)
- Dimensión Latina 75 (1975)
- Dimensión Latina 76 Salsa Brava (1976)
- Dimensión Latina 77 Internacional - Dimensión Latina en Nueva York, Los generales de la salsa (1977)
- Dimensión Latina 78 - 780 Kilos de Salsa, Tremenda Dimensión Inconquistable (1978)
- Dimensión Latina 79 - Combinación Latina No 4 (1979)
- Para Siempre... El Número Uno con la Número Uno (1980)
- Cuerda para rato (1981)
- 10 años repartiendo salsa (1982)
- Producto de Exportación (1984)[4]

## Besetzung der Gründungsmitglieder
- Elio Pacheco: Congas
- Jesús „Chuito“ Narváez: Klavier
- José „Joseíto“ Rodríguez: Timbal, Timbalito, Campana[5]
- José „Rojitas“ Rojas: Posaune und Chor
- Oscar D’León: Gesang und Bass
- César „Albóndiga“ Monge: Posaune und Chor[6]

## Preise und Auszeichnungen
- Meridiano de Oro
- Guaicaipuro de Oro
- Musa de Oriente
- Mara de Oro
- Congo de Oro in Kolumbien
- Buho de Oro in Panama